# Папский совет Cor Unum
Папский совет «Cor Unum» («Единым сердцем») (лат. Pontificium Consilium Cor Unum) — бывшая дикастерия Римской курии.
Совет был учреждён папой римским Павлом VI 15 июля 1971 год с целью развития христианской солидарности и прогресса человечества. Утверждён как ведомство Римской курии конституцией Иоанна Павла II «Pastor Bonus» в 1988 году.
Совет ставил своими задачами координацию и содействие тем католическим организациям, которые осуществляют помощь нуждающимся народам и странам, выполняют задачи помощи жертвам стихийных бедствий, содействуют экономическому развитию бедных регионов и выполняют прочие гуманитарные миссии.
В состав совета входили две автономные структуры — фонд Иоанна Павла II для пустыни Сахель, готовящий специалистов по борьбе с засухой и распространению пустынь, и осуществляющий гуманитарную помощь жертвам засухи, и фонд «Populorum progressio», который занят экономическим развитием беднейших сельских общин Латинской Америки.
Совет имел председателя, секретаря, заместителя секретаря, 38 членов и 9 советников, все назначались на пятилетний срок, плюс постоянный штат из 9 служащих.
Последним председателем Совета был кардинал Робер Сара, последним секретарём совета монсеньор Джованни Пьетро Даль Тозо, а последним заместителем секретаря — монсеньор Сегундо Техадо Муньос.
Упразднён согласно motu proprio Humanam progressionem c 1 января 2017 года, путём слияния Папских Советов по пастырскому попечению о работниках здравоохранения, справедливости и мира, Cor Unum и по пастырскому попечению о мигрантах и странствующих в одно ведомство — Дикастерию по содействию целостному человеческому развитию.

## Председатели Папского совета Cor Unum
- кардинал Жан-Мари Вийо (15 июля 1971 — 4 сентября 1978);
- кардинал Бернарден Гантен (4 сентября 1978 — 8 апреля 1984);
- кардинал Роже Эчегарай (8 апреля 1984 — 2 декабря 1995);
- кардинал Пауль Йозеф Кордес (2 декабря 1995 — 7 октября 2010);
- кардинал Робер Сара (7 октября 2010 — 24 ноября 2014).